# Ante Rebić
Ante Rebic (Split, Croàcia, 21 de setembre de 1993) és un jugador de futbol croat que juga com a extrem amb l'ACF Fiorentina de la Sèrie A. En el pla internacional, Rebic juga per a la selecció de futbol de Croàcia.